# سورافول سومباتشاروين
سورافول سومباتشاروين (بالتايلندية: สุรพล สมบัติเจริญ)‏ (بالتايلندية: สุรพล สมบัติเจริญ) مواليد 25 سبتمبر 1930 في تايلاند، هو مغني تايلندي

## روابط خارجية
- سورافول سومباتشاروين على موقع ميوزك برينز (الإنجليزية)
- سورافول سومباتشاروين على موقع ديسكوغز (الإنجليزية)